# 吉巴德-萨特斯维特定理
在社会选择理论中吉巴德-萨特斯维特定理（英語：Gibbard–Satterthwaite theorem）是哲学家艾伦·吉巴德于1973年以及经济学家马克·萨特斯维特于1975年分别发表的研究成果。这是处理关于排序投票时用到的定理，这个定理指出，对于任何一个投票规则，必须满足以下三点中的一种：
1. 规则必须是独裁的，存在一个参与者能够决定最终的结果
2. 只存在两种选择
3. 会遇到策略性投票，导致选民无法更好的表达自己的观点

虽然吉巴德-萨特斯维特定理只适用于排序投票，但是吉巴德定理更具有普适性，因为后者还能用于处理非排序投票的集体决策问题。

## 非正式叙述
假设三个名为爱丽丝、鲍勃和卡罗尔的选民，他们希望从名为{\displaystyle a}、{\displaystyle b}、{\displaystyle c} 和{\displaystyle d}的四名候选人中选出一名获胜者。假设他们使用 波达计数法，每个选民都表示其对候选人的偏好顺序。 每张选票的第一名得3分，第二名得2分，第三名得1分，最后一名得0分。一旦所有选票都被清点完毕，得分最高的候选人将被宣布为获胜者。
假设他们的偏好如下：
| 投票人 | 第一名            | 第二名            | 第三名            | 第四名            |
| ------ | ----------------- | ----------------- | ----------------- | ----------------- |
| 爱丽丝 | {\displaystyle a} | {\displaystyle b} | {\displaystyle c} | {\displaystyle d} |
| 鲍勃   | {\displaystyle c} | {\displaystyle b} | {\displaystyle d} | {\displaystyle a} |
| 卡罗尔 | {\displaystyle c} | {\displaystyle b} | {\displaystyle d} | {\displaystyle a} |

如果所有的投票人都诚实的给出了自己心目中的排序，这些候选人的最终得分将会为{\displaystyle (a:3,b:6,c:7,d:2)}，候选人{\displaystyle c}将会以7分当选。
| 投票人 | 第一名            | 第二名            | 第三名            | 第四名            |
| ------ | ----------------- | ----------------- | ----------------- | ----------------- |
| 爱丽丝 | {\displaystyle b} | {\displaystyle a} | {\displaystyle d} | {\displaystyle c} |
| 鲍勃   | {\displaystyle c} | {\displaystyle b} | {\displaystyle d} | {\displaystyle a} |
| 卡罗尔 | {\displaystyle c} | {\displaystyle b} | {\displaystyle d} | {\displaystyle a} |

可是如果爱丽丝选择了策略性投票，提升了{\displaystyle b}的顺序，降低了{\displaystyle c}的顺序，那么最终分数将会成为{\displaystyle (a:2,b:7,c:6,d:3)}，这样候选人{\displaystyle b}将会以7票当选。对于爱丽丝而言，由于她对于{\displaystyle c}而言更倾向于{\displaystyle b}，因此这是一个比之前更好的结果。
由此可以看出，波达计数法是可操纵的，在某些情况下，诚实的给出排序并不能最好地捍卫选民的偏好。
吉巴德-萨特斯维特定理指出，每个投票规则都是可操纵的，除非有一位拥有独裁权力的选民，或者只有两种投票选择。